# Wienerfilharmonikernas nyårskonsert 2022

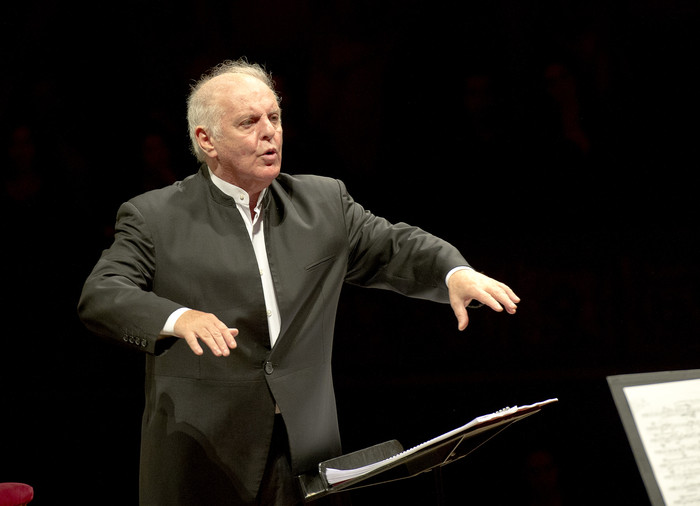
Daniel Barenboim

Wienerfilharmonikernas nyårskonsert 2022 räknas som den 82:a nyårskonserten från Wien och ägde rum den 1 januari 2022 i Wiens Musikverein. Dirigent var för tredje gången Daniel Barenboim, som tidigare dirigerat konserterna 2009 och 2014 och som 1965 gjorde sin debut som pianist med Wienerfilharmonikerna.

## Historia
Strikt räknat var det Wienerfilharmonikernas 78:e nyårskonsert, eftersom det inte var förrän 1946 som namnet introducerades. Dessutom var det den 83:e Årsskifteskonserten, då det vid årsskiftet 1939/40 gavs en Außerordentliches Konzert (extraordinär konsert) av Wienerfilharmonikerna, som dock ägde rum på nyårsafton 1939. Från 1941 dirigerades nyårskonserten av Clemens Krauss, med undantag för åren 1946 och 1947 då Krauss förbjöds att dirigera på grund av sin närhet till nazistregimen och ersattes av Strausspecialisten Josef Krips.
Efter Clemens Krauss död 1955 följde Willi Boskovsky, konsertmästare i Wienerfilharmonikerna, som dirigerade konserten 25 gånger i rad. Från 1980 till 1986 följde sju konserter med dirigenten Lorin Maazel, som tjänstgjorde som chef för Wiener Staatsoper från 1982 till 1984. Därefter beslutade Wienerfilharmonikerna att bjuda in en ny dirigent varje år.

## Konserten

### Ändringar på grund av Covid-19-pandemin
Till skillnad från 2021 ägde konserten 2022 återigen rum med en publik i salen. På grund av COVID-19-pandemin tillhandahölls inga ståplatser, och munskydd var obligatoriska för konsertbesökare under hela vistelsen i Musikverein. Den 27 december 2021 begränsades antalet besökare till högst 1000 personer, platser på balkongen och läktaren togs bort och vaccinationsbevis krävdes för tillträde. De 700 biljettinnehavare som inte fick plats på parkett hade platser reserverade för 2023.
Österrikes förbundskansler Karl Nehammer (ÖVP) ställde in deltagandet på grund av pandemin, och alla andra ÖVP-regeringsmedlemmar i Nehammers federala regering avstod också från att delta i konserten.
Wienpolisen förhindrade en störande åtgärd mot nyårskonserten, då motståndare till COVID-19-åtgärder ville störa konserten med bakgrundsljud. Polisen utförde avspärrningar och säkerhetsåtgärder. Före och under konserten iakttog polisen totalt ett 40-tal personer som ville hålla en manifestation framför Musikverein. Trummor och högtalare beslagtogs tillfälligt bort från dem av polisen.

### Balettinslag

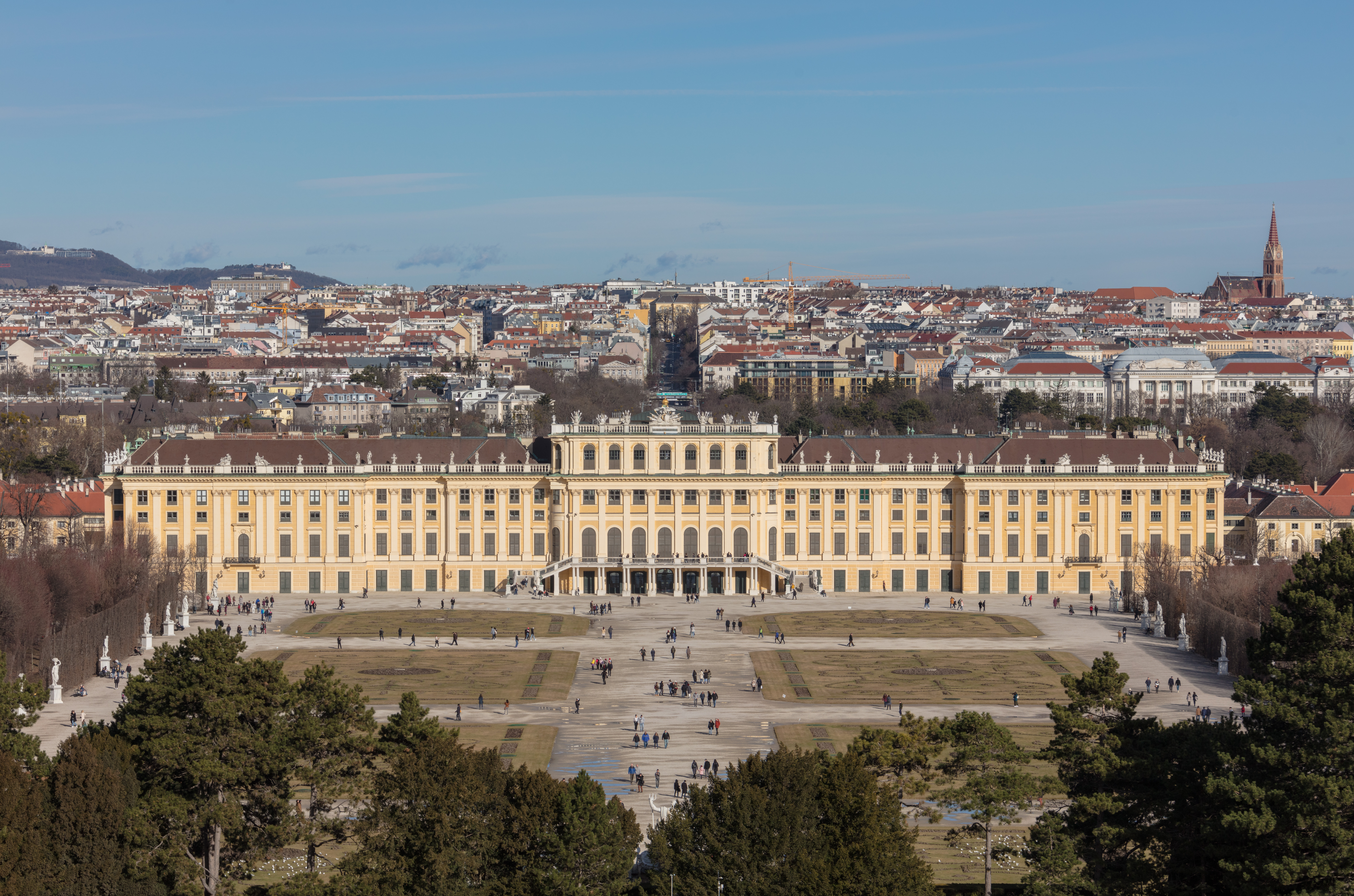
Schönbrunn

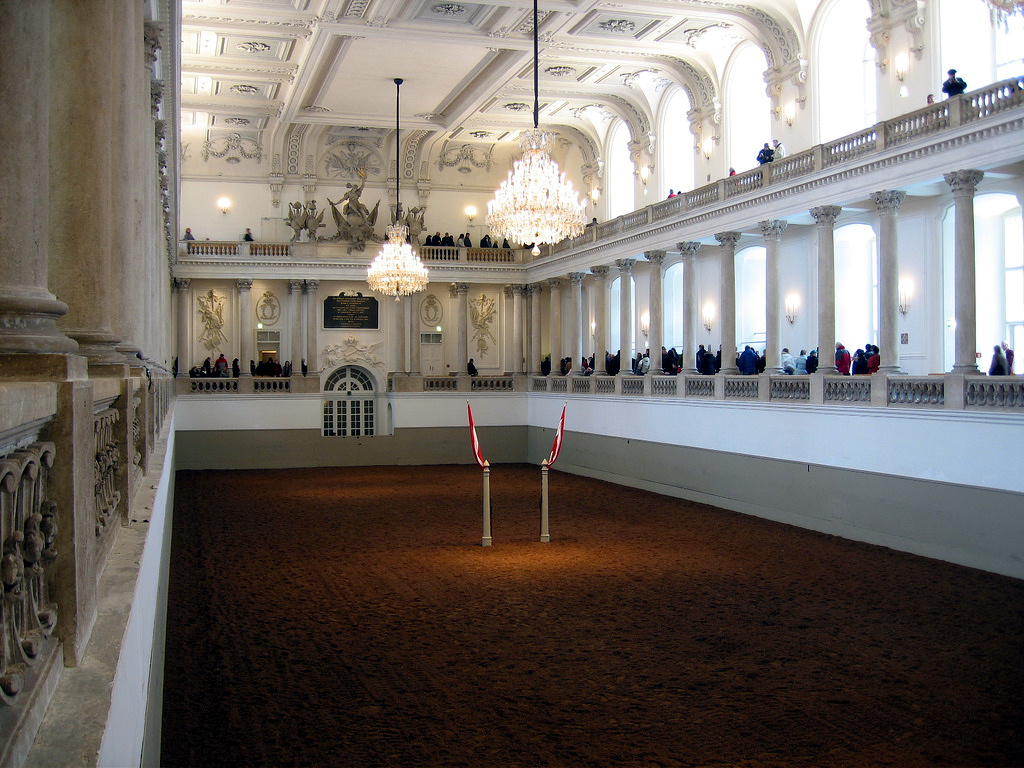
Spanska ridskolan

De två balettmellanspelen med tio dansare från Wiens statsbalett filmades sommaren 2021 under ledning av Michael Beyer i rummen och anläggningarna på UNESCO:s världsarvplatser Schönbrunn och spanska ridskolan med anledning av 50-årsjubileet för UNESCO s världsarvskonvention och Österrikes 30-årsanslutning. För första gången vid en nyårskonsert var balettchefen för Wiener Staatsoper Martin Schläpfer ansvarig för koreografin. Kostymerna designades av Arthur Arbesser för andra gången efter 2019. Michael Beyer var ansvarig för regi för nionde gången.
I slottet och trädgårdarna till Schönbrunn gjordes inspelningarna för valsen Tausend und eine Nacht av Johann Strauss den yngre med Claudine Schoch, Masayu Kimoto, Marcos Menha, Ioanna Avraam, Rebecca Horner, Elena Bottaro, Daniel Vizcayo, Yuko Kato, Fiona McGee och Calogero Failla som dansadre.
Inspelningen av Nymphen-Polka av Josef Strauss gjordes i vinterridhuset i Hofburg med åtta Lipizzanerhingstar och deras ryttare. År 2015 inkluderades den klassiska ridkonsten och gymnasiet i den spanska ridskolan i UNESCO:s internationella representativa register över immateriellt kulturarv.

### Övrigt
Till valsen Nachtschwärmer av Carl Michael Ziehrer sjöng Wienerfilharmonikerna texten ("Freunderl, was denkst du denn, woll’n wir nach Hause geh‘n. Oder wir bleib’n noch hier, bist du dafür? Erst wenn der Tag erwacht, und uns die Sonn‘ anlacht, Freunderl, dann geh’n ma z’Haus, schlafen uns aus") och visslade sedan motsvarande melodi, som kompositören avsåg i inledningen såväl som i kodan till denna vals.
Till valsen Morgenblätter visades fotografier från Wiens centrum, inklusive Michaelerplatz med St. Mikaelskyrkan och den monumentala väggfontänen Macht zu Lande, Stock-im-Eisen-Platz med Palais Equitable, Stefansplatsen med Stefansdomen, Judenplatz, klockmuseet, Mariakyrkan och Mozartmonumentet.
Bland gästerna fanns Österrikes förbundspresident Alexander Van der Bellen.

## Program
Programmet tillkännagavs den 3 november 2021.
Sex verk spelades för första gången på en nyårskonsert: Phönix-Marsch, Nymphen-Polka och polkan Die Sirene av Josef Strauss, polkan Kleine Chronik av Eduard Strauß, valsen Nachtschwärmer av Carl Michael Ziehrer och Heinzelmännchen av Joseph Hellmesberger.

### 1:a delen
- Josef Strauss: Phönix-Marsch, op. 105*
- Johann Strauss den yngre: Phönix-Schwingen, Walzer, op. 125
- Josef Strauss: Die Sirene, Polka mazur, op. 248*
- Joseph Hellmesberger junior: Kleiner Anzeiger, Galopp, op. 4
- Johann Strauss den yngre: Morgenblätter, Vals, op. 279
- Eduard Strauß: Kleine Chronik, Polka schnell, op. 128*

### 2:a delen
- Johann Strauss den yngre: Ouvertüre zu Die Fledermaus
- Johann Strauss den yngre: Champagner-Polka, Musikalischer Scherz, op. 211
- Carl Michael Ziehrer: Nachtschwärmer, Vals, op. 466*
- Johann Strauss den yngre: Persischer Marsch, op. 289
- Johann Strauss den yngre: Tausend und eine Nacht, Walzer, op. 346
- Eduard Strauß: Gruß an Prag, Polka française, op. 144
- Joseph Hellmesberger junior: Heinzelmännchen, Charakterstück, o. op.*
- Josef Strauss: Nymphen-Polka, Polka française, op. 50*
- Josef Strauss: Sphärenklänge, Vals, op. 235

### Extranummer
- Johann Strauss den yngre: Auf der Jagd, Polka schnell, op. 373
- Johann Strauss den yngre: An der schönen blauen Donau, Vals, op. 314
- Johann Strauss den äldre: Radetzkymarsch, op. 228

Verkförteckningen och verkens ordning finns på Wienerfilharmonikernas webbplats.
 Verk markerade med * spelades för första gången vid en nyårskonsert.

## Barenboims uttalande
| ”                  | Pandemin är inte bara en medicinsk katastrof, utan en mänsklig katastrof. Det är en katastrof som försöker splittra oss alla. Jag tycker att vi alla borde följa exemplet från denna underbara och unika gemenskap. | „ |
| – Daniel Barenboim | |   |

## Pausfilm

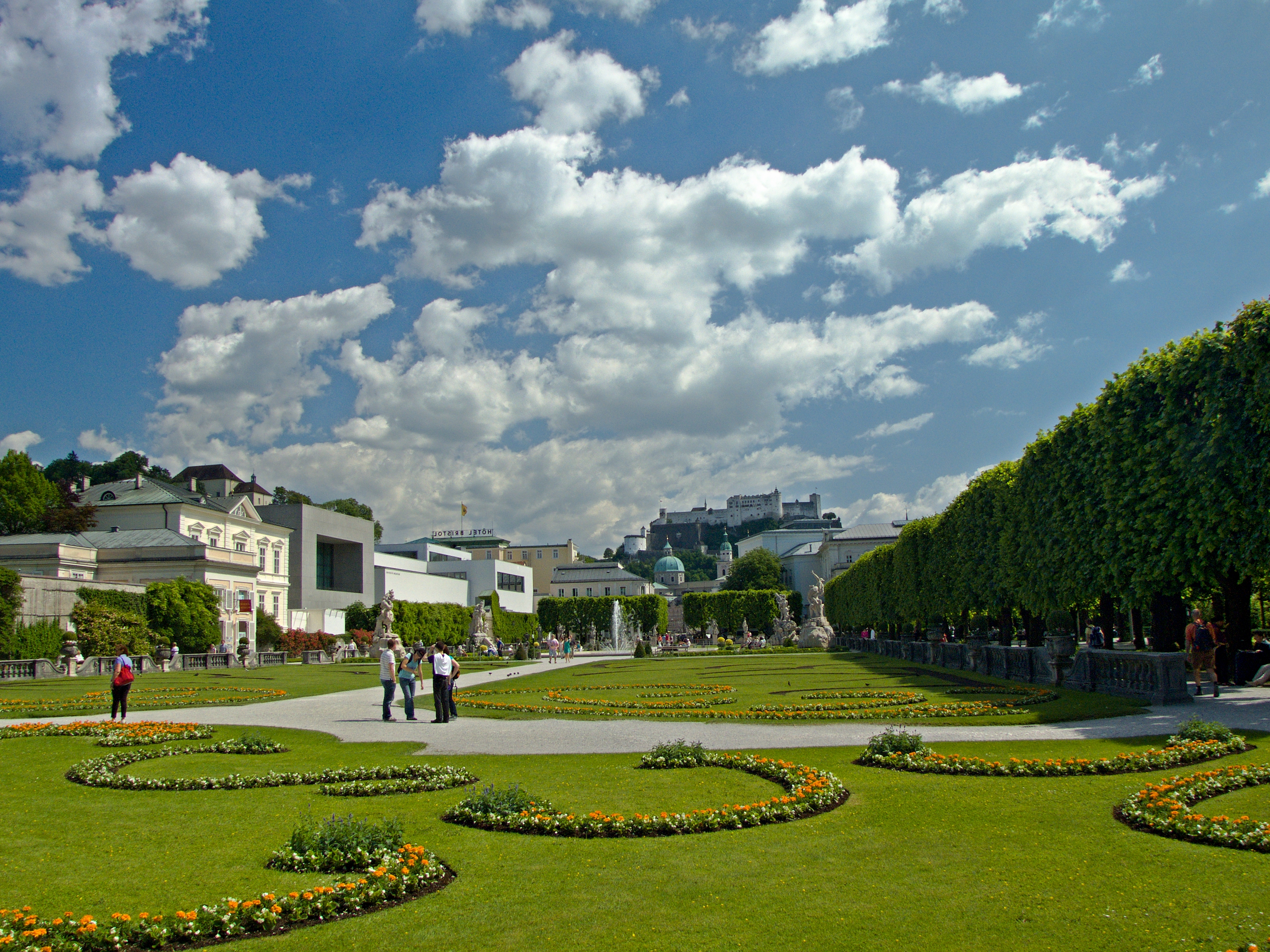
Mirabellträdgården i Salzburg

Pausfilmen Mission Apollo – Österrikes världsarv regisserades av Georg Riha i samband med världsarvsjubileet 2022. Den presenterade Österrikes tolv världsarvsplatser, musikaliskt beledsagad av olika ensembler från Wienerfilharmonikerna.
Den röda tråden var en apollofjäril, som åtföljdes av en kamera på väg från världsarv till världsarv. Inspelningen ägde rum i Schönbrunn och Baden, längs Donaulinjen, i Wachau, liksom i Graz, Hallstatt och Salzburg. Dessutom ägde filmning rum på Semmeringbanan, Neusiedlersjön, nationalparken Kalkalpen, Mondsee och sjön Attersee.

### Musik
- Franz Schubert: Oktektt in F-Dur, D 803, 3. Satz – Allegro vivace
  - Albena Danailova, Maxim Brilinsky (Violin)
  - Tobias Lea (Viola)
  - Tamás Varga (Violoncell)
  - Christoph Wimmer (Kontrabas)
  - Daniel Ottensamer (Klarinett)
  - Sophie Dervaux (Fagott)
  - Ronald Janezic (Horn)

- Arnold Schönberg: Walzer für Streichorchester (1897), II. Nicht zu rasch / VI. Ohne Bezeichnung / X. Nicht rasch
  - Ekaterina Frolova, Andreas Großbauer (Violin)
  - Tobias Lea, Barnaba Poprawski (Viola)
  - Peter Somodari, Csaba Bornemisza (Violoncell)
  - Ödön Rácz (Kontrabas)

- Johann Joseph Fux: Serenade in C-Dur, K352; 1. Satz, Marsch / 2. Satz, Gigue / 7. Satz, Gigue
  - Luisella Germano (Cembalo)
  - Milan Šetena, Olesya Kurylyak (Violin)
  - Elmar Landerer (Viola)
  - Raphael Flieder (Violoncell)
  - Jȩdrzej Górski (Kontrabas)
  - Clemens Horak, Herbert Maderthaner (Oboe)
  - Wolfgang Koblitz (Fagott)
  - Stefan Haimel, Jürgen Pöchhacker (Trumpet)

- Diknu Schneeberger: Frische Minze
  - Kirill Kobantschenko, Liya Yakupova (Violin)
  - Michael Strasser (Viola)
  - Bartosz Sikorski (Kontrabas)
  - Diknu Schneeberger: Gitarre
  - Johannes Schneider (Slagverk)

- Wolfgang Amadeus Mozart: Serenade in Es-Dur, KV 375, 1. Satz, Allegro maestoso
  - Clemens Horak, Herbert Maderthaner (Oboe)
  - Matthias Schorn, Andrea Götsch (Klarinett)
  - Manuel Huber, Jan Janković (Horn)
  - Sophie Dervaux, Wolfgang Koblitz (Fagott)

## TV-utsändningar
För sjätte gången var Michael Beyer ansvarig för den 64:e ORF-sändningen. Sexton HDTV-kameror användes.

## Inspelningar
Dubbel-CD:n släpptes den 14 januari 2022 och var ett av de mest sålda albumen i Österrike. DVD och Blu Ray-Disc släpptes den 28 januari 2022.

## Weblänkar
- Neujahrskonzert der Wiener Philharmoniker